# Pohorje

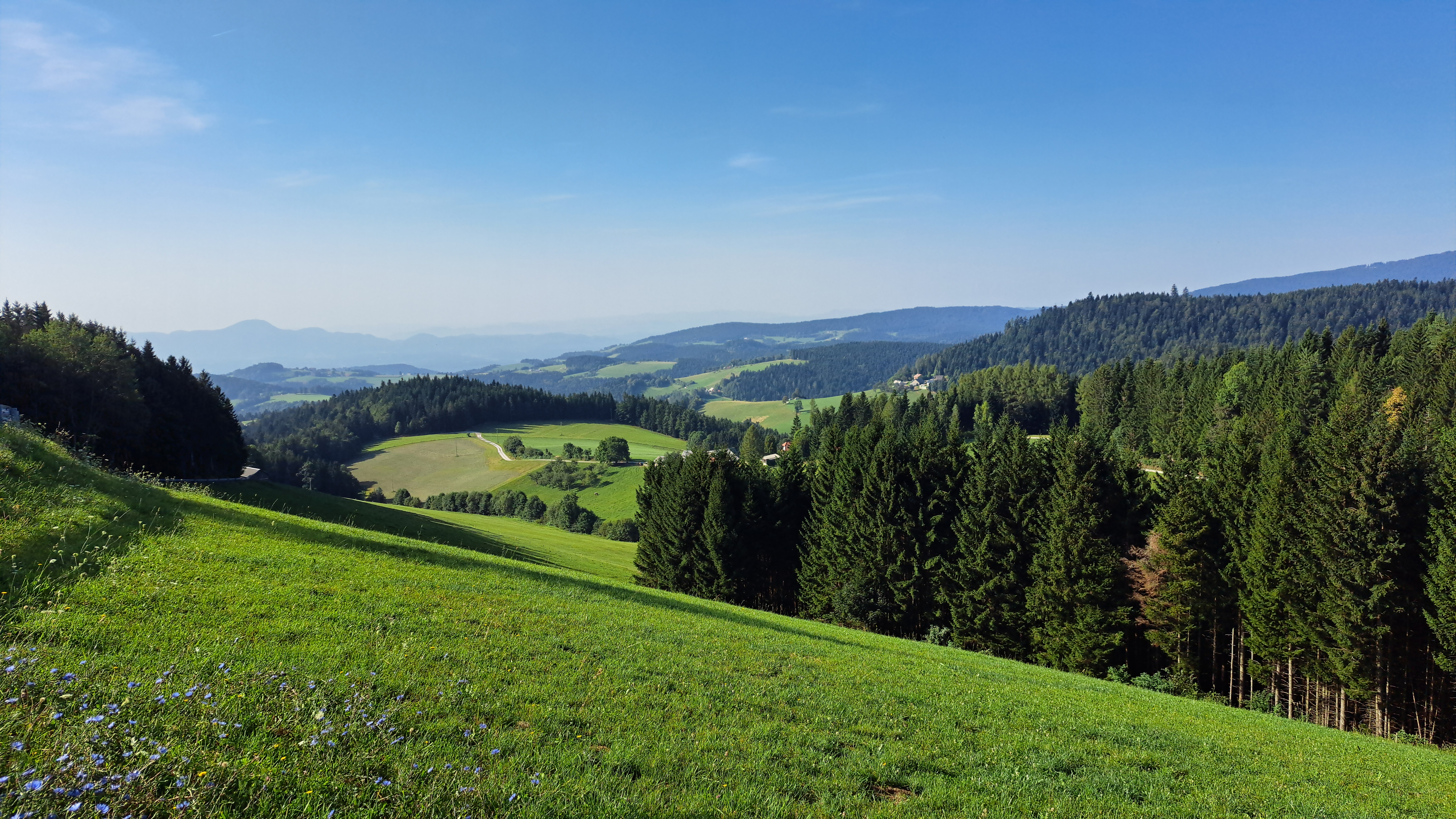
Pohorje

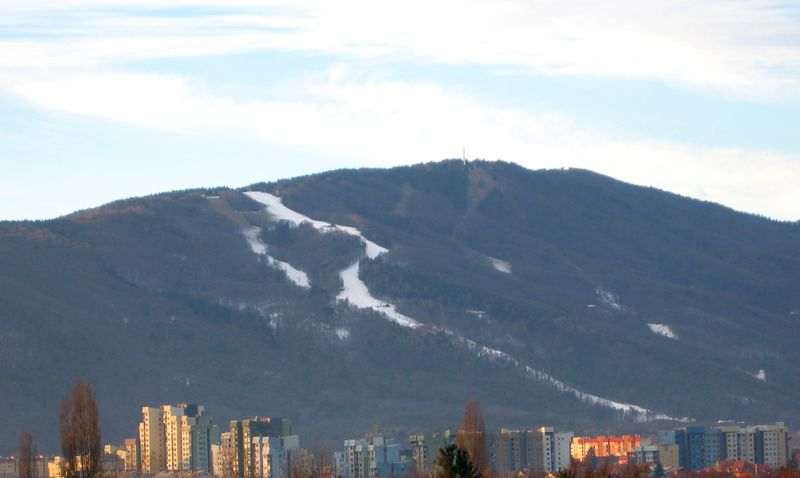
Pohorje nad Mariborem

Pohorje (niem.: Bachergebirge) – pasmo górskie w północnej Słowenii, w pobliżu miast Dravograd i Maribor. Pasmo jest częścią Południowych Alp Wapiennych, części Alp Wschodnich. Jest to najbardziej wysunięta na wschód część Południowych Alp Wapiennych. Jak na standardy alpejskie łańcuch ten jest dość niski, żaden ze szczytów nie przekracza nawet 1600 m; najwyższy szczyt to Črni Vrh (1543 m).
Najwyższe szczyty to:
- Črni Vrh (1543 m),
- Velika Kopa (1542 m),
- Jezerski Vrh (1537 m),
- Mali Črni Vrh (1533 m),
- Mulejev Vrh (1533 m),
- Vrh Lovrenških Jezer (1527 m),
- Mala Kopa (1524 m),
- Rogla (1517 m),
- Žigartov Vrh (1346 m).